# Cor Wezepoel
Cornelis Willem Adrian „Cor” Wezepoel (ur. 30 kwietnia 1896 w Bredzie, zm. 22 stycznia 1954 w Hadze) – holenderski lekkoatleta, sprinter. Uczestnik Igrzysk Olimpijskich 1920.
Podczas Igrzysk Olimpijskich w Antwerpii w 1920 roku brał udział w biegu na 100 oraz na 200 metrów, a także w sztafecie 4 × 100 metrów (w składzie z Albertem Heijnnemanem, Janem de Vriesem i Harrym van Rappardem). W biegach na 100 i 200 metrów po przejściu pierwszej rundy odpadał w ćwierćfinałach, natomiast sztafeta odpadła w pierwszej rundzie, nie awansując do finału.